# Ernst Lecher

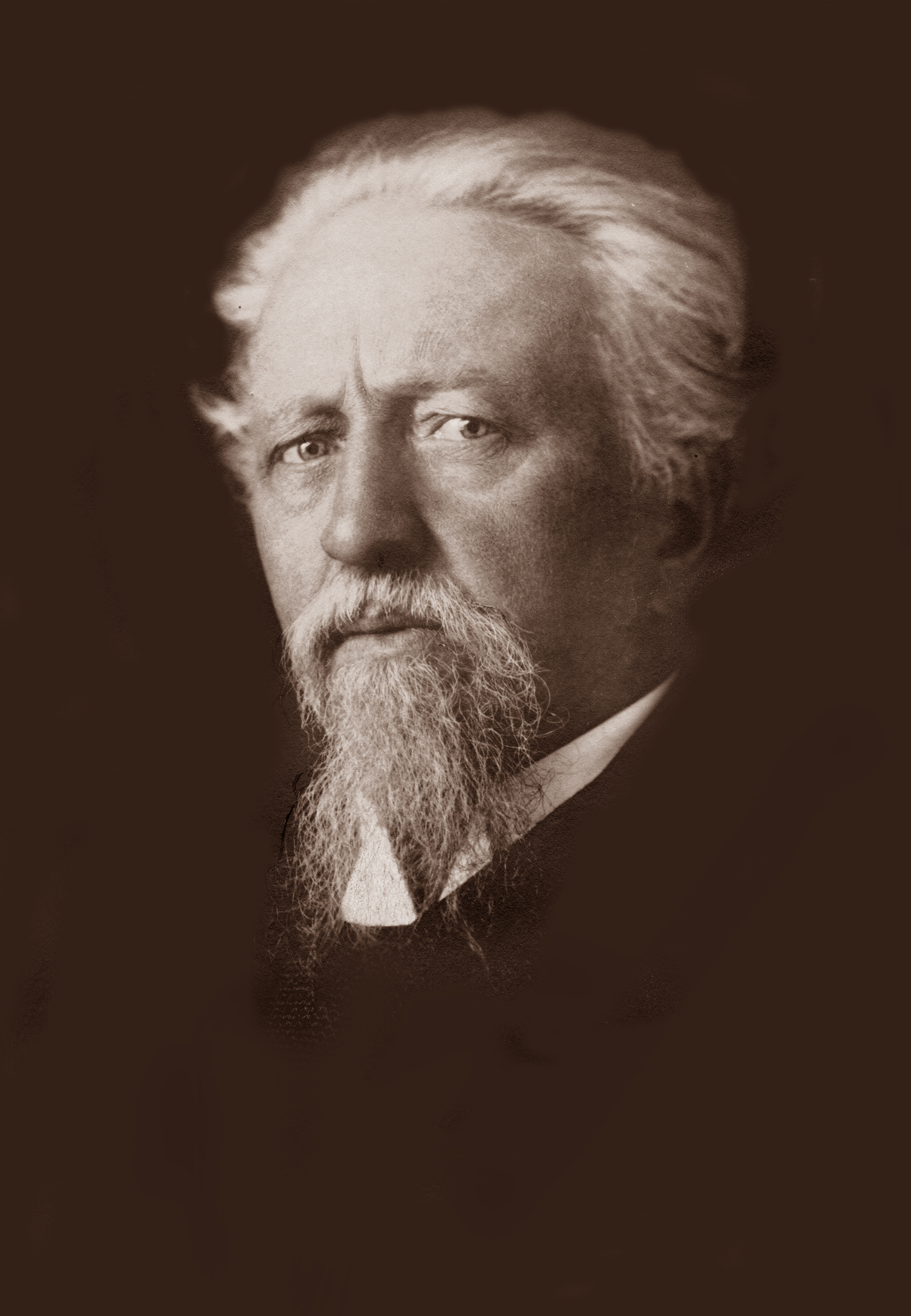
Ernst Lecher (1919)

Ernst Lecher (Wenen, 1 juni 1856 — Wenen, 19 juli 1926) was een Oostenrijkse natuurkundige, die als grondlegger van de hoogfrequente meettechniek beschouwd wordt. 

## Biografie
Ernst Lecher was de zoon van de schrijver en journalist Konrad Zacharias Lecher (1829-1905), uitgever en hoofdredacteur van de Weense krant Neue Freie Presse. Na het Academisch Gymnasium in Wenen studeerde Lecher natuurkunde aan de Universiteit van Wenen en promoveerde in 1879 aan de Universiteit van Innsbruck. Hij trouwde met de filantrope Helene Rosthorn.
Lecher ging in 1882 terug naar Wenen waar hij tot 1890 als assistent onderzoek deed aan de faculteit natuurkunde van de universiteit en in de tussentijd (1884) habiliteerde hij in de experimentele natuurkunde.  Van 1891 tot 1895 was hij in Innsbruck hoogleraar en vervolgens als opvolger van Ernst Mach hoogleraar experimentele natuurkunde aan de Karl-Ferdinand Universiteit in Praag en in 1909 in Wenen. In 1892 werd hij tot lid van de Leopoldina verkozen.
Als erkenning van zijn onderzoek benoemde de Universiteit van Wenen Lecher in 1909 tot hoofd van het eerste Physikalisches Institut en nam de Weense Academie van Wetenschappen hem in 1914 op als lid.
In oktober 1925 dwong een ernstige ziekte Lecher met pensioen te gaan en zes maanden later overleed hij in Wenen. Hij ligt begraven in een eregraf op de begraafplaats van Döbling (groep 3, nummer 35) in Wenen en in 1960 werd in Wenen de Lecherweg naar hem genoemd.

## Werk

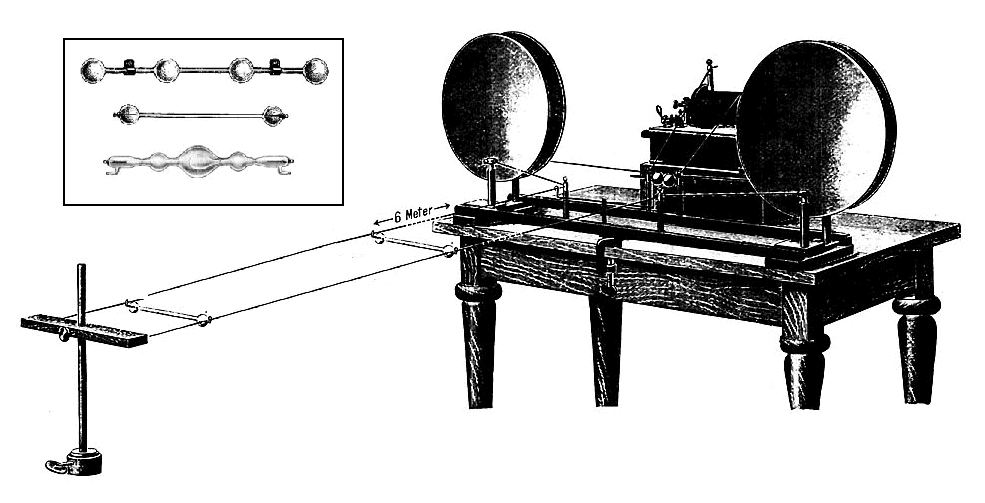
Lecherlijn, plaatje in een catalogus van wetenschappelijke laboratoriumapparatuur uit 1904

Lecher begon zijn onderzoek in 1875 op het gebied van calorimetrie. Van 1880 tot 1883 werkte hij aan de absorptie van warmtestraling. Daarna bestudeerde hij de eigenschappen van de door Hertz in 1886 ontdekte elektromagnetische golven.
In 1889 bedacht Lecher een opstelling voor een nauwkeurige meting van de golflengte en de frequentie van de elektrische golven, de later naar hem genoemde Lecherlijn. Dit apparaat is nog steeds in gebruik voor het onderzoek van staande golven in een transmissielijn.
Met zijn meetmethode kon Lecher de analogie tussen de voortplantingssnelheid van elektrische golven en de lichtsnelheid voor het eerst experimenteel bevestigen. In zijn verdere onderzoek hield hij zich zowel bezig met elektrodynamische vraagstukken (zoals in 1887 met unipolaire inductie) als ook van 1905 tot 1906 met thermo-elektrische verschijnselen. 
Ernst Lecher en zijn vader hadden in 1895 een belangrijk aandeel in het verspreiden van het nieuws over de ontdekking van röntgenstraling.

## Publicaties
- Studie über elektr. Resonanzerscheinungen (1890)
- Lehrbuch der Physik für Mediziner und Biologen, B.G.Teubner Verlag, 1912 (2e ed. 1917, 3rd ed. 1919, 4th ed. 1921 5e ed. 1928)
Laatste editie door de uitgeefster Esther von Krosigk bij VDM Verlag Dr. Müller, Saarbrücken 2007 ISBN 978-3-8364-1290-2